# Francesca Barberini
Francesca Romana Barberini (Roma, 4 febbraio 1972) è una conduttrice televisiva e gastronoma italiana.

## Biografia
Diplomatasi nel 1990 al Liceo scientifico dell'Istituto Massimiliano Massimo e laureatasi alla LUISS in Economia e Commercio a indirizzo Economia aziendale, inizia la sua carriera televisiva nel 1993 come valletta nel programma Sarà vero? su Canale 5, condotto da Alberto Castagna.
Un anno dopo, si trasferisce in RAI dove viene chiamata a condurre il Disney Club su Rai 1 dapprima in coppia con Ettore Bassi fino al 1995, anno in cui si laurea, e successivamente insieme a Dado Coletti fino al 1999.
Nel frattempo, la sua passione per i cavalli, la portò a fondare la rivista Nonsolocorse, da cui venne tratto nel 1997 l'omonimo documentario legato al mondo del galoppo, preceduto nel 1996 dalla scritturazione della sceneggiatura del documentario Sulle ali di Pegaso sul mondo delle corse a ostacoli.
All'inizio degli anni duemila, poi, lasciata la TV dei ragazzi, viene assunta da Osvaldo Bevilacqua come inviata di Sereno Variabile e dei vari spin-off dello stesso programma sulla seconda rete del servizio pubblico, ricoprendone il ruolo per due anni.
Dopo il 2002, abbandonata la RAI, nel 2004 e fino al 2014 diventa conduttrice di vari programmi per il canale Gambero Rosso Channel, salvo tornare su Rai 2 per una breve parentesi come conduttrice del programma Voilà nel 2006.
Attualmente, lavora come conduttrice di vari programmi di cucina sulla rete Alma TV dove è il volto di varie produzioni originali come Cuochi e dintorni e Alice Club dal 2015.
Appassionata di cucina, collabora con l'associazione Trenta ore per la vita e per vari blog come l'Huffington Post, D.Repubblica ed altre testate oltre ad essere autrice di vari libri di ricette che portano il suo nome. Nel corso del suo lavoro, ha frequentato un corso master in turismo enogastronomico e ha un diploma come assaggiatrice di olio e di vino.

## Vita privata
Divorziata, ha due figli: Tommaso e Giacomo.

## Televisione
- Sarà vero? (Canale 5, 1993-1994)
- Disney Club (Rai 1, 1994-1999)
- Sereno Variabile (Rai 2, 2000-2002) inviata
- Vari programmi di Gambero Rosso Channel (2004-2014)
- Voilà (Rai 2, 2006)
- Cuochi e dintorni (Alma TV, dal 2014)
- Alice Club (Alma TV, dal 2016)

## Libri
- Il mio papà è uno chef (G. Tommasi Editore, 2010)
- Questo l’ho fatto io! (Edizioni Vallardi - Gambero Rosso, 2011)
- A Tavola con Francesca (Mondadori, 2011)
- Giusto con gusto (Il Cucchiaio d'Argento, 2017)